# أغلايا جرداء
أغلايا جرداء (الاسم العلمي:Aglaia glabrata) هي نوع من النباتات تتبع جنس الأغلايا من الفصيلة الأزدرختية.